# Arrondissement de Belley
Pour les articles homonymes, voir Belley (homonymie).
L'arrondissement de Belley est une division administrative française située dans le département de l'Ain, en région Auvergne-Rhône-Alpes.

## Composition

### Composition avant 2017
Jusqu'en 2015 avec la modification de l'organisation des cantons, le territoire de l'arrondissement était organisé en cantons qui étaient les suivants :
- canton d'Ambérieu-en-Bugey ;
- canton de Belley ;
- canton de Champagne-en-Valromey ;
- canton d'Hauteville-Lompnes ;
- canton de Lagnieu ;
- canton de Lhuis ;
- canton de Saint-Rambert-en-Bugey ;
- canton de Seyssel ;
- canton de Virieu-le-Grand.

L'arrondissement dans l'Ain jusqu'en 2016.

À cette date, il existe des cantons à cheval sur plusieurs arrondissements, ce qui implique qu'il existe des fractions de cantons :
- canton d'Ambérieu-en-Bugey (18 communes) ;
- canton de Bellegarde-sur-Valserine (1 commune sur 15) ;
- canton de Belley (35 communes) ;
- canton d'Hauteville-Lompnes (29 communes sur 37) ;
- canton de Lagnieu (21 communes sur 25).

L'arrondissement dans l'Ain depuis 2017.

### Composition depuis 2017
En 2017 avec la réorganisation des intercommunalités, les arrondissements suivent les limites de ces structures qui sont les suivantes :
- Communauté de communes Bugey Sud
- Communauté de communes de la plaine de l'Ain
- Communauté de communes du plateau d'Hauteville

Anglefort, Corbonod et Seyssel qui appartiennent à la communauté de communes du pays de Seyssel, intercommunalité à cheval entre le département et la Haute-Savoie, sont incluses dans l'arrondissement.
En conséquence de ces réorganisations, plusieurs communes intègrent l'arrondissement : Le Montellier, Joyeux, Rignieux-le-Franc, Saint-Éloi, Faramans, Pérouges, Meximieux, Villieu-Loyes-Mollon, Charnoz-sur-Ain, Saint-Jean-de-Niost, Bourg-Saint-Christophe et Saint-Maurice-de-Gourdans quittent celui de Bourg-en-Bresse. Champdor-Corcelles qui appartenait à l'arrondissement de Nantua se joint à ce nouveau territoire, Chanay fait le chemin inverse.
2019 marque la disparition de 10 communes à la suite de la création d'Arvière-en-Valromey (par fusion de Brénaz, Chavornay, Lochieu et Virieu-le-Petit), de Plateau d'Hauteville (par fusion de Cormaranche-en-Bugey, Hauteville-Lompnes, Hostiaz et Thézillieu) et de Valromey-sur-Séran (par fusion de Belmont-Luthézieu, Lompnieu, Sutrieu et Vieu), et à la suite de l'intégration de Saint-Champ dans Magnieu.
Au 1er janvier 2024, l'arrondissement groupe les 104 communes suivantes :
| Nom                         | Code Insee | Intercommunalité            | Superficie (km2) | Population (dernière pop. légale) | Densité (hab./km2) | Modifier                                    |
| --------------------------- | ---------- | --------------------------- | ---------------- | --------------------------------- | ------------------ | ------------------------------------------- |
| Belley (chef-lieu)          | 01034      | CC Bugey Sud                | 22,42            | 9 270 (2022)                      | 413                | modifier les données · modifier les données |
| L'Abergement-de-Varey       | 01002      | CC de la Plaine de l'Ain    | 9,15             | 273 (2022)                        | 30                 | modifier les données · modifier les données |
| Ambérieu-en-Bugey           | 01004      | CC de la Plaine de l'Ain    | 24,60            | 15 554 (2022)                     | 632                | modifier les données · modifier les données |
| Ambléon                     | 01006      | CC Bugey Sud                | 5,88             | 114 (2022)                        | 19                 | modifier les données · modifier les données |
| Ambronay                    | 01007      | CC de la Plaine de l'Ain    | 33,55            | 2 828 (2022)                      | 84                 | modifier les données · modifier les données |
| Ambutrix                    | 01008      | CC de la Plaine de l'Ain    | 5,22             | 764 (2022)                        | 146                | modifier les données · modifier les données |
| Andert-et-Condon            | 01009      | CC Bugey Sud                | 6,94             | 335 (2022)                        | 48                 | modifier les données · modifier les données |
| Anglefort                   | 01010      | CC Usses et Rhône           | 29,26            | 1 150 (2022)                      | 39                 | modifier les données · modifier les données |
| Aranc                       | 01012      | CA Haut-Bugey Agglomération | 21,65            | 329 (2022)                        | 15                 | modifier les données · modifier les données |
| Arandas                     | 01013      | CC de la Plaine de l'Ain    | 14,10            | 140 (2022)                        | 9,9                | modifier les données · modifier les données |
| Arboys en Bugey             | 01015      | CC Bugey Sud                | 22,49            | 688 (2022)                        | 31                 | modifier les données · modifier les données |
| Argis                       | 01017      | CC de la Plaine de l'Ain    | 7,84             | 420 (2022)                        | 54                 | modifier les données · modifier les données |
| Armix                       | 01019      | CC Bugey Sud                | 6,82             | 25 (2022)                         | 3,7                | modifier les données · modifier les données |
| Artemare                    | 01022      | CC Bugey Sud                | 3,75             | 1 141 (2022)                      | 304                | modifier les données · modifier les données |
| Arvière-en-Valromey         | 01453      | CC Bugey Sud                | 40,99            | 715 (2022)                        | 17                 | modifier les données · modifier les données |
| Bénonces                    | 01037      | CC de la Plaine de l'Ain    | 15,33            | 311 (2022)                        | 20                 | modifier les données · modifier les données |
| Bettant                     | 01041      | CC de la Plaine de l'Ain    | 3,37             | 762 (2022)                        | 226                | modifier les données · modifier les données |
| Blyes                       | 01047      | CC de la Plaine de l'Ain    | 9,32             | 1 351 (2022)                      | 145                | modifier les données · modifier les données |
| Bourg-Saint-Christophe      | 01054      | CC de la Plaine de l'Ain    | 8,98             | 1 540 (2022)                      | 171                | modifier les données · modifier les données |
| Brégnier-Cordon             | 01058      | CC Bugey Sud                | 11,00            | 812 (2022)                        | 74                 | modifier les données · modifier les données |
| Brens                       | 01061      | CC Bugey Sud                | 6,90             | 1 117 (2022)                      | 162                | modifier les données · modifier les données |
| Briord                      | 01064      | CC de la Plaine de l'Ain    | 12,29            | 1 102 (2022)                      | 90                 | modifier les données · modifier les données |
| La Burbanche                | 01066      | CC Bugey Sud                | 10,82            | 97 (2022)                         | 9,0                | modifier les données · modifier les données |
| Ceyzérieu                   | 01073      | CC Bugey Sud                | 19,72            | 1 028 (2022)                      | 52                 | modifier les données · modifier les données |
| Chaley                      | 01076      | CC de la Plaine de l'Ain    | 4,60             | 127 (2022)                        | 28                 | modifier les données · modifier les données |
| Champagne-en-Valromey       | 01079      | CC Bugey Sud                | 18,16            | 826 (2022)                        | 45                 | modifier les données · modifier les données |
| Champdor-Corcelles          | 01080      | CA Haut-Bugey Agglomération | 31,53            | 655 (2022)                        | 21                 | modifier les données · modifier les données |
| Charnoz-sur-Ain             | 01088      | CC de la Plaine de l'Ain    | 6,62             | 925 (2022)                        | 140                | modifier les données · modifier les données |
| Château-Gaillard            | 01089      | CC de la Plaine de l'Ain    | 16,06            | 2 408 (2022)                      | 150                | modifier les données · modifier les données |
| Chazey-Bons                 | 01098      | CC Bugey Sud                | 15,44            | 1 165 (2022)                      | 75                 | modifier les données · modifier les données |
| Chazey-sur-Ain              | 01099      | CC de la Plaine de l'Ain    | 21,95            | 1 613 (2022)                      | 73                 | modifier les données · modifier les données |
| Cheignieu-la-Balme          | 01100      | CC Bugey Sud                | 6,26             | 130 (2022)                        | 21                 | modifier les données · modifier les données |
| Cleyzieu                    | 01107      | CC de la Plaine de l'Ain    | 7,82             | 144 (2022)                        | 18                 | modifier les données · modifier les données |
| Colomieu                    | 01110      | CC Bugey Sud                | 5,96             | 164 (2022)                        | 28                 | modifier les données · modifier les données |
| Conand                      | 01111      | CC de la Plaine de l'Ain    | 15,28            | 136 (2022)                        | 8,9                | modifier les données · modifier les données |
| Contrevoz                   | 01116      | CC Bugey Sud                | 14,18            | 489 (2022)                        | 34                 | modifier les données · modifier les données |
| Conzieu                     | 01117      | CC Bugey Sud                | 7,20             | 148 (2022)                        | 21                 | modifier les données · modifier les données |
| Corbonod                    | 01118      | CC Usses et Rhône           | 31,59            | 1 315 (2022)                      | 42                 | modifier les données · modifier les données |
| Corlier                     | 01121      | CA Haut-Bugey Agglomération | 5,45             | 116 (2022)                        | 21                 | modifier les données · modifier les données |
| Cressin-Rochefort           | 01133      | CC Bugey Sud                | 7,93             | 384 (2022)                        | 48                 | modifier les données · modifier les données |
| Culoz-Béon                  | 01138      | CC Bugey Sud                | 29,66            | 3 416 (2022)                      | 115                | modifier les données · modifier les données |
| Cuzieu                      | 01141      | CC Bugey Sud                | 4,87             | 423 (2022)                        | 87                 | modifier les données · modifier les données |
| Douvres                     | 01149      | CC de la Plaine de l'Ain    | 5,26             | 1 108 (2022)                      | 211                | modifier les données · modifier les données |
| Évosges                     | 01155      | CA Haut-Bugey Agglomération | 12,08            | 143 (2022)                        | 12                 | modifier les données · modifier les données |
| Faramans                    | 01156      | CC de la Plaine de l'Ain    | 11,22            | 905 (2022)                        | 81                 | modifier les données · modifier les données |
| Flaxieu                     | 01162      | CC Bugey Sud                | 2,79             | 64 (2022)                         | 23                 | modifier les données · modifier les données |
| Groslée-Saint-Benoit        | 01338      | CC Bugey Sud                | 28,92            | 1 232 (2022)                      | 43                 | modifier les données · modifier les données |
| Haut Valromey               | 01187      | CC Bugey Sud                | 121,88           | 777 (2022)                        | 6,4                | modifier les données · modifier les données |
| Innimond                    | 01190      | CC de la Plaine de l'Ain    | 13,44            | 92 (2022)                         | 6,8                | modifier les données · modifier les données |
| Izieu                       | 01193      | CC Bugey Sud                | 7,67             | 223 (2022)                        | 29                 | modifier les données · modifier les données |
| Joyeux                      | 01198      | CC de la Plaine de l'Ain    | 16,58            | 262 (2022)                        | 16                 | modifier les données · modifier les données |
| Lagnieu                     | 01202      | CC de la Plaine de l'Ain    | 27,25            | 7 321 (2022)                      | 269                | modifier les données · modifier les données |
| Lavours                     | 01208      | CC Bugey Sud                | 6,30             | 138 (2022)                        | 22                 | modifier les données · modifier les données |
| Leyment                     | 01213      | CC de la Plaine de l'Ain    | 14,18            | 1 417 (2022)                      | 100                | modifier les données · modifier les données |
| Lhuis                       | 01216      | CC de la Plaine de l'Ain    | 24,43            | 891 (2022)                        | 36                 | modifier les données · modifier les données |
| Lompnas                     | 01219      | CC de la Plaine de l'Ain    | 12,69            | 162 (2022)                        | 13                 | modifier les données · modifier les données |
| Loyettes                    | 01224      | CC de la Plaine de l'Ain    | 21,28            | 3 468 (2022)                      | 163                | modifier les données · modifier les données |
| Magnieu                     | 01227      | CC Bugey Sud                | 11,37            | 651 (2022)                        | 57                 | modifier les données · modifier les données |
| Marchamp                    | 01233      | CC de la Plaine de l'Ain    | 13,11            | 135 (2022)                        | 10                 | modifier les données · modifier les données |
| Marignieu                   | 01234      | CC Bugey Sud                | 3,55             | 164 (2022)                        | 46                 | modifier les données · modifier les données |
| Massignieu-de-Rives         | 01239      | CC Bugey Sud                | 9,52             | 653 (2022)                        | 69                 | modifier les données · modifier les données |
| Meximieux                   | 01244      | CC de la Plaine de l'Ain    | 13,75            | 8 198 (2022)                      | 596                | modifier les données · modifier les données |
| Montagnieu                  | 01255      | CC de la Plaine de l'Ain    | 6,22             | 684 (2022)                        | 110                | modifier les données · modifier les données |
| Le Montellier               | 01260      | CC de la Plaine de l'Ain    | 15,38            | 329 (2022)                        | 21                 | modifier les données · modifier les données |
| Murs-et-Gélignieux          | 01268      | CC Bugey Sud                | 6,46             | 239 (2022)                        | 37                 | modifier les données · modifier les données |
| Nivollet-Montgriffon        | 01277      | CC de la Plaine de l'Ain    | 8,24             | 119 (2022)                        | 14                 | modifier les données · modifier les données |
| Oncieu                      | 01279      | CC de la Plaine de l'Ain    | 7,76             | 72 (2022)                         | 9,3                | modifier les données · modifier les données |
| Ordonnaz                    | 01280      | CC de la Plaine de l'Ain    | 14,88            | 146 (2022)                        | 9,8                | modifier les données · modifier les données |
| Parves et Nattages          | 01286      | CC Bugey Sud                | 15,86            | 943 (2022)                        | 59                 | modifier les données · modifier les données |
| Pérouges                    | 01290      | CC de la Plaine de l'Ain    | 18,97            | 1 382 (2022)                      | 73                 | modifier les données · modifier les données |
| Peyrieu                     | 01294      | CC Bugey Sud                | 14,13            | 918 (2022)                        | 65                 | modifier les données · modifier les données |
| Plateau d'Hauteville        | 01185      | CA Haut-Bugey Agglomération | 106,11           | 4 790 (2022)                      | 45                 | modifier les données · modifier les données |
| Pollieu                     | 01302      | CC Bugey Sud                | 3,71             | 167 (2022)                        | 45                 | modifier les données · modifier les données |
| Prémeyzel                   | 01310      | CC Bugey Sud                | 7,63             | 245 (2022)                        | 32                 | modifier les données · modifier les données |
| Prémillieu                  | 01311      | CA Haut-Bugey Agglomération | 8,51             | 47 (2022)                         | 5,5                | modifier les données · modifier les données |
| Rignieux-le-Franc           | 01325      | CC de la Plaine de l'Ain    | 15,02            | 1 131 (2022)                      | 75                 | modifier les données · modifier les données |
| Rossillon                   | 01329      | CC Bugey Sud                | 8,07             | 164 (2022)                        | 20                 | modifier les données · modifier les données |
| Saint-Denis-en-Bugey        | 01345      | CC de la Plaine de l'Ain    | 2,61             | 2 258 (2022)                      | 865                | modifier les données · modifier les données |
| Saint-Éloi                  | 01349      | CC de la Plaine de l'Ain    | 14,26            | 524 (2022)                        | 37                 | modifier les données · modifier les données |
| Saint-Germain-les-Paroisses | 01358      | CC Bugey Sud                | 16,27            | 423 (2022)                        | 26                 | modifier les données · modifier les données |
| Saint-Jean-de-Niost         | 01361      | CC de la Plaine de l'Ain    | 14,19            | 1 862 (2022)                      | 131                | modifier les données · modifier les données |
| Saint-Martin-de-Bavel       | 01372      | CC Bugey Sud                | 8,50             | 431 (2022)                        | 51                 | modifier les données · modifier les données |
| Saint-Maurice-de-Gourdans   | 01378      | CC de la Plaine de l'Ain    | 25,39            | 2 826 (2022)                      | 111                | modifier les données · modifier les données |
| Saint-Maurice-de-Rémens     | 01379      | CC de la Plaine de l'Ain    | 10,35            | 758 (2022)                        | 73                 | modifier les données · modifier les données |
| Saint-Rambert-en-Bugey      | 01384      | CC de la Plaine de l'Ain    | 28,55            | 2 179 (2022)                      | 76                 | modifier les données · modifier les données |
| Saint-Sorlin-en-Bugey       | 01386      | CC de la Plaine de l'Ain    | 9,07             | 1 140 (2022)                      | 126                | modifier les données · modifier les données |
| Saint-Vulbas                | 01390      | CC de la Plaine de l'Ain    | 21,44            | 1 229 (2022)                      | 57                 | modifier les données · modifier les données |
| Sainte-Julie                | 01366      | CC de la Plaine de l'Ain    | 11,15            | 1 092 (2022)                      | 98                 | modifier les données · modifier les données |
| Sault-Brénaz                | 01396      | CC de la Plaine de l'Ain    | 5,61             | 1 007 (2022)                      | 180                | modifier les données · modifier les données |
| Seillonnaz                  | 01400      | CC de la Plaine de l'Ain    | 9,59             | 136 (2022)                        | 14                 | modifier les données · modifier les données |
| Serrières-de-Briord         | 01403      | CC de la Plaine de l'Ain    | 8,03             | 1 329 (2022)                      | 166                | modifier les données · modifier les données |
| Seyssel                     | 01407      | CC Usses et Rhône           | 2,40             | 997 (2022)                        | 415                | modifier les données · modifier les données |
| Souclin                     | 01411      | CC de la Plaine de l'Ain    | 13,19            | 263 (2022)                        | 20                 | modifier les données · modifier les données |
| Talissieu                   | 01415      | CC Bugey Sud                | 4,80             | 514 (2022)                        | 107                | modifier les données · modifier les données |
| Tenay                       | 01416      | CC de la Plaine de l'Ain    | 13,12            | 1 024 (2022)                      | 78                 | modifier les données · modifier les données |
| Torcieu                     | 01421      | CC de la Plaine de l'Ain    | 10,72            | 744 (2022)                        | 69                 | modifier les données · modifier les données |
| Valromey-sur-Séran          | 01036      | CC Bugey Sud                | 56,71            | 1 350 (2022)                      | 24                 | modifier les données · modifier les données |
| Vaux-en-Bugey               | 01431      | CC de la Plaine de l'Ain    | 8,22             | 1 218 (2022)                      | 148                | modifier les données · modifier les données |
| Villebois                   | 01444      | CC de la Plaine de l'Ain    | 14,46            | 1 200 (2022)                      | 83                 | modifier les données · modifier les données |
| Villieu-Loyes-Mollon        | 01450      | CC de la Plaine de l'Ain    | 15,91            | 3 831 (2022)                      | 241                | modifier les données · modifier les données |
| Virieu-le-Grand             | 01452      | CC Bugey Sud                | 12,55            | 1 110 (2022)                      | 88                 | modifier les données · modifier les données |
| Virignin                    | 01454      | CC Bugey Sud                | 7,88             | 1 122 (2022)                      | 142                | modifier les données · modifier les données |
| Vongnes                     | 01456      | CC Bugey Sud                | 2,05             | 71 (2022)                         | 35                 | modifier les données · modifier les données |
| Arrondissement de Belley    | 011        |                             | 1 584,20         | 126 468 (2022)                    | 80                 | modifier les données                        |

## Administration
| Période          | Période         | Identité             | Fonction précédente | Observation |
| ---------------- | --------------- | -------------------- | --- | ----------- |
| -                | -               | Jean-Yves Moracchini | | -           |
| 1er avril 1992   | -               | Bernard Le Clere.    | Sous-préfet hors classe, secrétaire général de la zone de défense Nord, chargé du secrétariat général pour l'administration de la police de Lille (1re catégorie) | -           |
| 5 août 1993      | -               | Pierre Calzat.       | Sous-préfet de 2e classe, sous-préfet de Montdidier | -           |
| 22 novembre 1994 | -               | Francine Prime.      | Sous-préfet de 2e classe, sous-préfet de Louhans | -           |
| 7 juillet 2009   | 29 juillet 2011 | Didier Dore.         | Inspecteur de la jeunesse et des sports | -           |
| 29 juillet 2011  | 8 février 2013  | Frédéric Bernardo ;  | Magistrat de l'ordre judiciaire, détaché en qualité de sous-préfet, directeur de cabinet du préfet de Meurthe-et-Moselle                                          | -           |
| 8 février 2013   | 18 août 2015    | Chantal Guélot ;     | Administratrice civile détachée en qualité de sous-préfète, sous-préfète de Bar-sur-Aube                                                                          | -           |
| 18 août 2015     | 5 octobre 2020  | Pascale Preveirault. | Administratrice civile hors classe détachée en qualité de sous-préfète hors classe, sous-préfète chargée de mission auprès du préfet de l'Isère                   | -           |
| -                | -               | -                    | | -           |
| 8 octobre 2020   | 16 août 2022    | François Payebien.   | Ingénieur en chef territorial hors classe | -           |
| 16 août 2022     | En cours        | Yannick Scalzotto.   | Administrateur territorial détaché en qualité de sous-préfet, sous-préfet chargé de mission, sous-préfet à la relance auprès du préfet du Finistère               |             |

## Évolution démographique
En 2022, l'arrondissement comptait 126 468 habitants.
| 1968   | 1975   | 1982   | 1990   | 1999   | 2006   | 2011   | 2016    | 2021    |
| ------ | ------ | ------ | ------ | ------ | ------ | ------ | ------- | ------- |
| 65 222 | 68 204 | 70 997 | 75 525 | 80 200 | 88 745 | 94 678 | 120 594 | 124 868 |

| 2022    | - | - | - | - | - | - | - | - |
| ------- | - | - | - | - | - | - | - | - |
| 126 468 | - | - | - | - | - | - | - | - |